# فردریک پیترسن
فردریک پیترسن (انگلیسی: Fredrik Petersen؛ زادهٔ ۲۷ اوت ۱۹۸۳) بازیکن هندبال اهل سوئد است.